# العمل الخيري في المسيحية

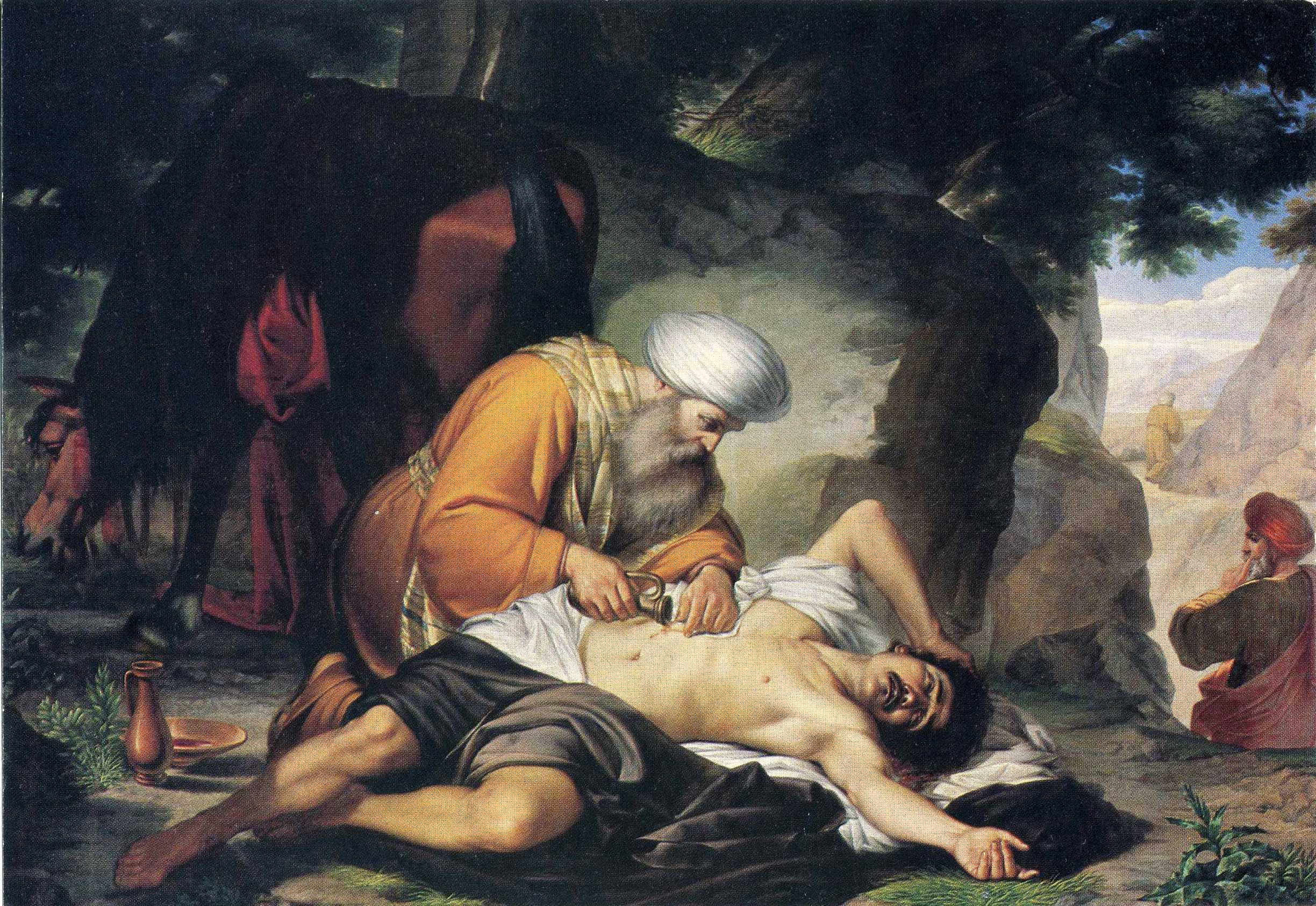
رسمة لقصة السامري الصالح، ومن خلال روح هذه القصة دفعت الكنيسة لبناء المؤسسات الاجتماعية.

العدالة الاجتماعية في المسيحية لقد ساهمت الكنيسة في المجتمع من خلال عقيدتها الاجتماعية التي قادتها لتعزيز العدالة الاجتماعية وتوفير الرعاية للمرضى والفقراء. وقد تم تبني الأفكار التي تضمنتها «العظة على الجبل» وامثال المسيح مِثل مَثل السامري الصالح كرسالتها في المجتمع، كالدعوى إلى عبادة الله، والعمل من دون عنف أو تحامل ورعاية المرضى والجياع والفقراء. هذه التعاليم كانت الدافع الرئيسي وراء بناء المؤسسات الاجتماعية، والمستشفيات ودور الرعاية الصحية.

## تاريخ

### فترة العصور الوسطى

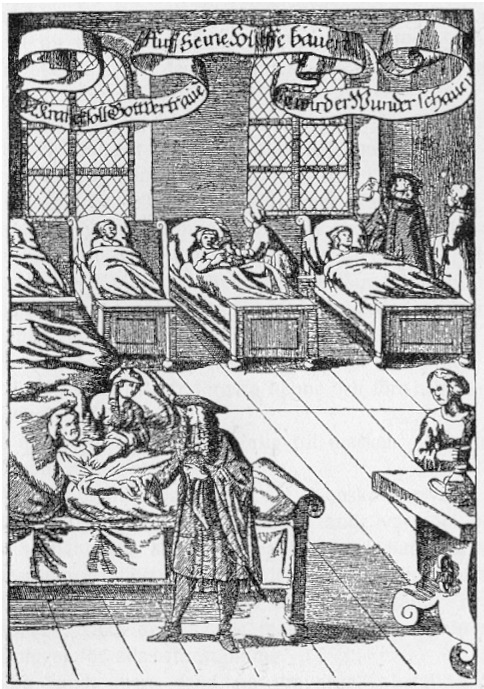
مستشفى الكنيسة، للكنيسة تاريخ طويل في رعاية المرضى.

قاد إعلان المسيحية كديانة رسمية في الإمبراطورية الرومانية إلى التوسع في توفير الخدمات والرعاية الاجتماعية. بعد مجمع نيقية في عام 325 تم بناء في كل مدينة مستشفى قرب الكاتدرائية. ومن أوائل المستشفيات التي اقيمت كانت من قبل الطبيب القديس سامبسون في القسطنطينية، وباسيل أسقف قيصرية في تركيا المعاصرة. وقد بنى باسيل مدينة دعيت «بباسيلاس»، وهي مدينة شملت مساكن للأطباء والممرضين ومبان منفصلة لفئات مختلفة من المرضى. وكان هناك قسم منفصل لمرضى الجذام. بعض المستشفيات حوت على مكتبات وبرامج تدريب، وجمع الأطباء دراستهم الطبية والدوائية في مخطوطات حفظت في مكتباتها. وبالتالي ظهرت الرعاية الطبية للمرضى في معنى ما نعتبره اليوم المستشفى، وكان يقودها الكنيسة الأرثوذكسية والاختراعات والابتكارات البيزنطية واعمال الرحمة المسيحية.
اقامت الكنيسة الكاثوليكية أيضًا عدد من المستشفيات التي أوت المرضى، بعضها كانت قرب أماكن الحج. خلال الحروب الصليبية ظهرت فرق عسكرية كانت اشبه بكهيئة خيرية هدفها رعاية الحجاج المسيحيين. وبنت عدد من المستشفيات ومن هذه الفرق فرسان القديس يوحنا وفرسان الهيكل. وقد أقامت فرق الفرسان عدد من المضافات قرب الأماكن المقدسة المسيحية في فلسطين وفي جميع أرجاء أوروبا لرعاية وإستقبال الحجاج، وكانت هذه المضافات النواة الأولى للفنادق. وتعرف هذه الفنادق باسم الفنادق المسيحية أو فنادق الكنيسة.

### الثورة الصناعية
جلبت الثورة الصناعية العديد من المشاكل الاجتماعية كما كانت ظروف العمل والمعيشة المتردية للعمال موضوع مقلق بالنسبة للكنيسة. وقد نشر البابا ليون الثالث عشر في عام 1891 منشور، وحدد فيه التعاليم الكاثوليكية في السياق الاجتماعي، ودعا فيه إلى تحسين ظروف العمال حقهم في تشكيل نقابات عمالية. في 15 مايو 1931، اصدر البابا بيوس الحادي عشر، مرسوم دعي «في العام الأربعين» (باللاتينية: Quadragesimo Anno) وانتقد فيه الطمع الرأسمالي في النظام المالي العالمي بالإضافة فقد ركز على الآثار الأخلاقية للنظام الاجتماعي والاقتصادي. ودعا إلى إعادة بناء نظام اجتماعي قائم على مبدأ التضامن والتبعية.
البابا بيوس الثاني عشر اعاد ذكر باهمية هذه التعاليم، وطالب بتطبيقها، ليس فقط للعمال وأصحاب رؤوس الأموال، ولكن أيضا لمهن أخرى مثل السياسيين والمربين وربات البيوت، كاتبو الحسابات المزارعين، والمنظمات الدولية، وجميع جوانب الحياة بما في ذلك الجيش. وطالب ان تطبق التعاليم الاجتماعية في كافات المجالات من الطب وعلم النفس والرياضة، والتلفزيون، والعلم والقانون والتعليم. ودعي البابا بيوس الثاني عشر بابا التكنولوجيا، لاستعداده وقدرته على دراسة الآثار الاجتماعية المترتبة بسبب التقدم التكنولوجي، وكان شغله الشاغل الدفاع عن حقوق وكرامة الفرد. خلال الثورة الصناعية ظهرت عدد من العديد من المشاكل الاجتماعية، أدى ذلك إلى ظهور حركات دينية في الكنيسة الكاثوليكية والبروتستانتية، والتي حاولت ايجاد حلول لهذه المشاكل. في عام 1859 انشأ دون بوسكو الرهبانية الساليزية، وهدفها خدمة الشبيبة المحرومة، وقد قام دون بوسكو ببناء العديد ببناء من المعاهد التي تقوم علي لم شمل الشباب وتعليمهم حرفه أو مهنه.

### العصور الحديثة

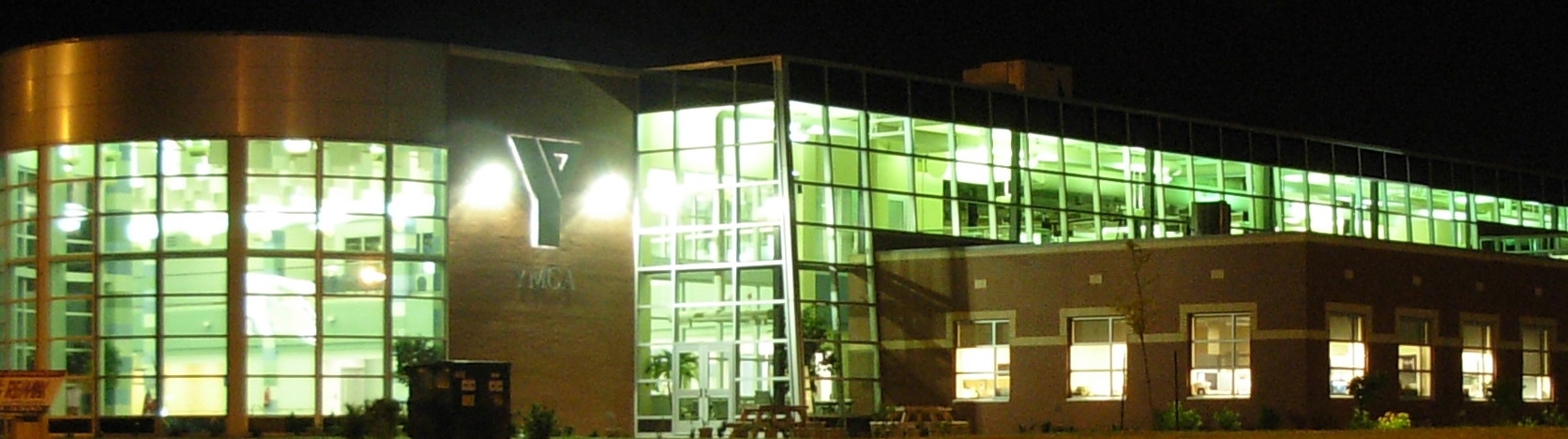
المركز الرئيسي لجمعية الشبان المسيحيين وهي مؤسسة تقدم خدمات شتى.

ظهرت داخل الكنيسة الكاثوليكية في اميركا اللاتينية حركة إصلاح دعيت بلاهوت التحرير، والتي ناضلت من أجل العدالة الاجتماعية والقضاء على الفقر والديكتاتورية والدفاع عن المظلومين. وظهرت داخل الكنائس البروتستانتية منظمات خيرية مثل «جيش الخلاص» و«جمعية الشبان المسيحيين» والتي تدير مؤسسات متعددة تشمل مستشفيات ومراكز تأهيل لمدمني الكحول والمخدرات، ومعسكرات وأندية للصبية والفتيات، وأماكن إقامة للمسنين وأندية ومراكز للعناية اليومية، كما تقدم برامج تعليمية للأمهات غير المتزوجات، ودعمًا للمسجونين وعائلاتهم.

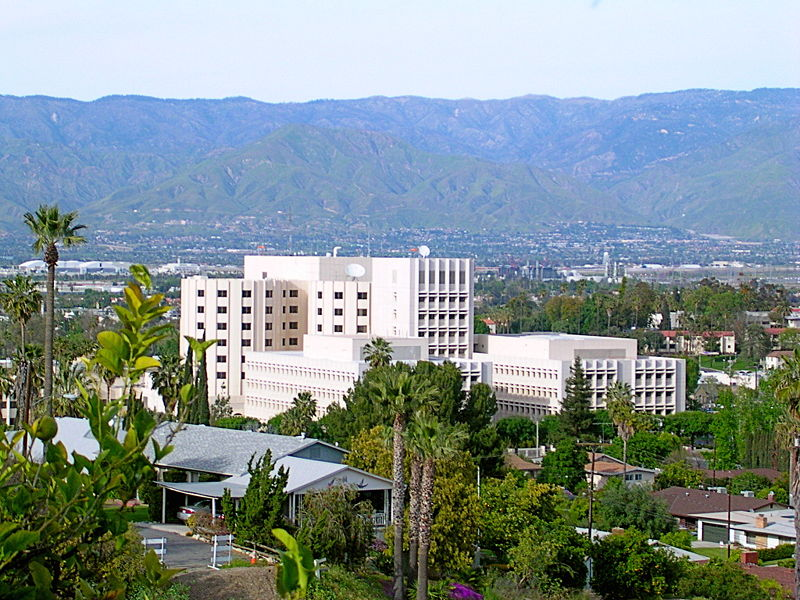
مستشفى لوما ليندا لطائفة السبتيين.

بعد ان كانت المؤسسات الاجتماعية في الدول الغربية محتكرة بيد الكنائس، فقد اختلف الوضع اليوم إذ تمول وتنظم الحكومات الغربية المؤسسات الاجتماعية، وغالبية مؤسسات الخدمة الاجتماعية اليوم هي بيد الحكومة، بالرغم من ذلك لا تزال الكنيسة تحتفظ بشبكة واسعة من مؤسسات الرعاية الصحية والاجتماعية في جميع أنحاء العالم. ففي الولايات المتحدة، واحد تقريبًا من كل ستة مرضى، يعالج في مستشفى كاثوليكي. وتعتبر مؤسسة الصحة الكاثوليكية أكبر مؤسسة اجتماعية غير حكومية في أستراليا، إذا تمثل حوالي 10% من القطاع الصحي. وتمتلك الكنيسة الكاثوليكية اليوم حوالي 5,853 مستشفى و8,695 من ملاجئ ايتام و13,933 من بيوت مسنين ومعاقين و74,936 من مستوصفات ومختبرات ودور حضانة. أمّا في ماكاو وسنغافورة وهونغ كونغ تدير الكنائس الكاثوليكية والبروتستانتية عدد من المستشفيات التي تشكل أكثر من 90% من المستشفيات الخاصة. في الصين
كانت للإرساليات البروتستانتية الطبيّة الأثر الأكبر في ادخال الطب الحديث للصين خاصًة من خلال المبشرين أمثال الجراح روبرت موريسون والقس جون ليفينغستون.
كما هو الحال مع التعليم، فقد لعبت المرأة دورًا حيويًا في إدارة مؤسسات الرعاية الكاثوليكية من خلال رهبانيات كراهبات الرحمة، وراهبات الفقير الصغير وراهبات القديسة مريم وجمعية اخوة المحبة التي اسستها الأم تريزا اللواتي بنين المستشفيات ودور الأيتام والمسنين والمشردين ودرّسوا التمريض. وبسبب الدور المؤثر للراهبات على هذه المهن فقد نظر اليها في الغرب على انها مهن نسائية.